# Eremo di Santa Caterina d'Alessandria
L'eremo di Santa Caterina d'Alessandria è un luogo di culto cattolico che si trova in località Santa Caterina, nei pressi dell'Orto dei Semplici Elbano, a Rio nell'Elba.

## Storia e descrizione

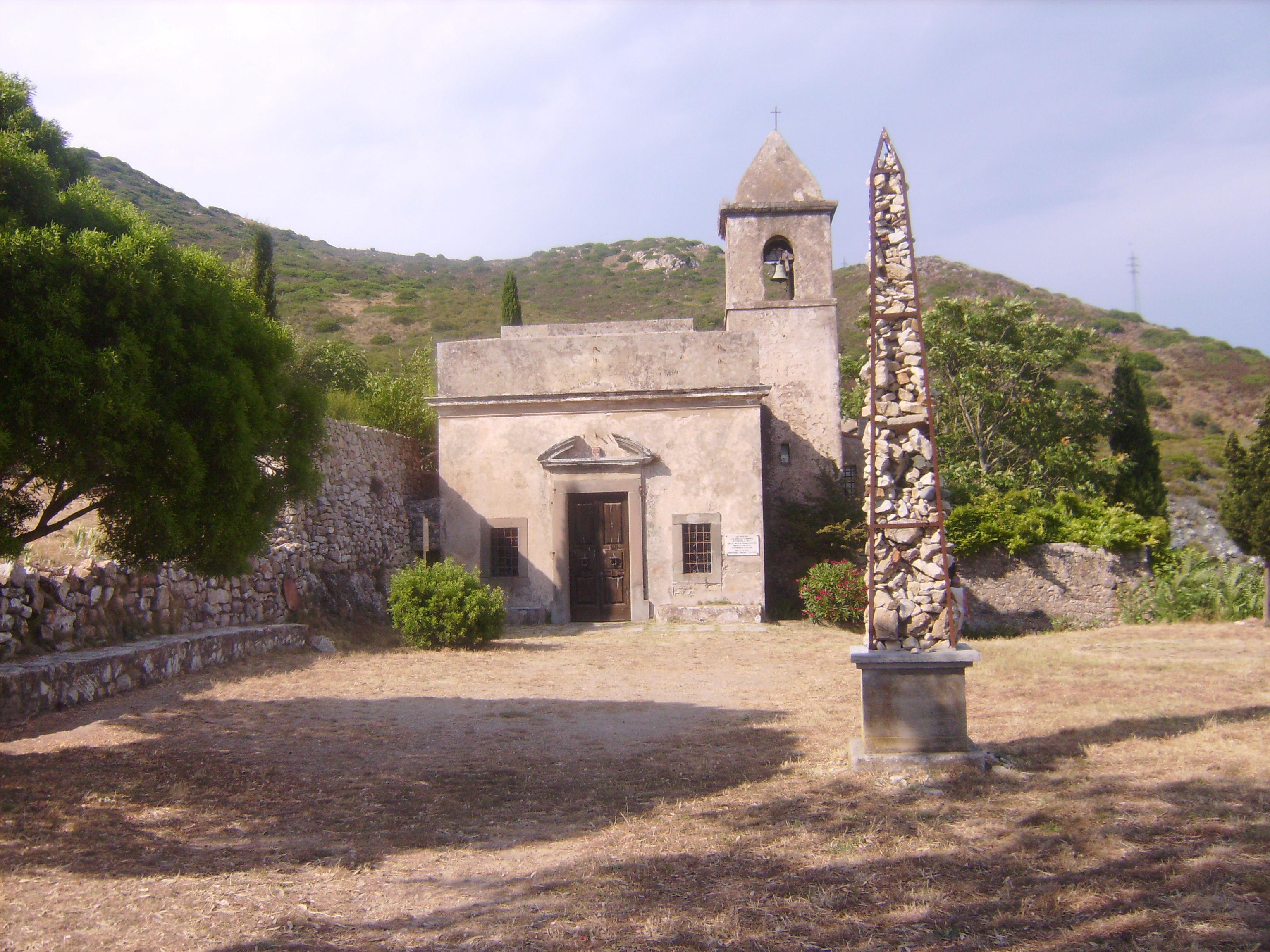
Facciata e piazzale dell’Eremo di S.Caterina

L'eremo è secolare luogo di meditazione e di preghiera risalente probabilmente ad epoca romanica, ma ampliato e rimaneggiato nel 1634. L’Eremo nasce sui resti di una fortezza d’altura costruita dai Fenici nel VI sec. avanti Cristo.
All'Eremo di S.Caterina soggiornò e predicò San Paolo della Croce durante il suo soggiorno elbano.
La semplice ed austera facciata è animata da un timpano spezzato e sormontata da un tozzo campanile; una lapide, posta di fianco a una delle due finestre che si aprono in facciata, ricorda il restauro effettuato nel 1973.
L'interno, ad una sola navata, con soffitto a capriate, conservava ex voto di marinai e sepolture ottocentesche, di cui non resta alcuna traccia. La sua origine sarebbe legata ad una serie di apparizioni della santa ad un ragazzo del luogo, in ricordo delle quali, tradizionalmente, ogni anno, il lunedì dopo Pasqua, si celebra una festa.
In origine sull'altare si trovava un dipinto dello sposalizio mistico di santa Caterina d'Alessandria, tela attribuita a Giovanni da San Giovanni, oggi conservato nella chiesa di San Giacomo, nel centro di Rio nell'Elba.
Accanto al complesso, che oggi accoglie una fondazione culturale ed è occasionalmente sede di mostre, è stato realizzato l'Orto dei Semplici Elbano, dedicato alla ricerca e conservazione della flora spontanea delle sette isole dell'Arcipelago Toscano.